# Daihatsu Opti
Der Daihatsu Opti war ein Kei-Car-Modell des japanischen Herstellers Daihatsu. Er basierte auf der Plattform des Daihatsu Cuore und wurde von 1992 bis 2002 gebaut. 
Die erste Generation des Opti war eine rundlichere Version des Cuore, die zudem einige Retro-Elemente besaß. Dieser Opti wurde 1992–1998 gebaut. Es stand ein 3-Zylinder-Motor mit 659 cm³ Hubraum und 56 PS (41 kW) Leistung zur Verfügung. Der Opti wurde als Zwei- und Viertürer angeboten.
Die zweite Generation des Opti besaß ein angedeutetes Stufenheck sowie rahmenlose Seitenscheiben. Mit seinen zwei Doppelscheinwerfern erinnert der Opti der zweiten Generation an den Lancia Lybra. Dieser Opti war nur als Viertürer erhältlich. Im März 2000 wurde die Retro-Version Opti Classic vorgestellt.